# Детлеф Кіттштайн
Детлеф Кіттштайн (нім. Detlev Kittstein, 24 лютого 1944 — 3 травня 1996) — німецький хокеїст на траві.
Олімпійський чемпіон 1972 року, учасник 1968 року.